# خرلن (دورنود)
شهرستان خِرلِن (به زبان مغولی: Хэрлэн сум، [Xerlen sum]؛ ᠬᠡᠷᠦᠯᠦᠨ ᠰᠤᠮᠤ، [gerülün sumu]) یک شهرستان (سُوم) در مغولستان است که در استان دورنود واقع شده‌است.
شهرستان خِرلِن ۲۸۱ کیلومترمربع مساحت و ۴۷٬۲۷۰ نفر جمعیت دارد.
این شهرستان در برگیرندهٔ مرکز استان دورنود، شهر چوی‌بالسان می‌باشد.

## تقسیمات اداری
شهرستان خِرلِن متشکل از ۱۱ قصبه (باغ) می‌باشد، که این‌ها نام‌گذاری نشده‌اند. این قصبه‌ها موسوم به «قصبهٔ ۱ام» الی «قصبهٔ ۱۱ام» می‌باشند.  این ۱۱ قصبه، منطقهٔ شهریِ شهر چوی‌بالسان را تشکیل می‌دهند